# 足利幼女誘拐殺人事件
1990年5月12日在栃木縣足利市，發生一樁幼女誘拐殺人事件。該案件因案情具有共同點而被認為是北關東連續幼女誘拐殺人事件的一部分，本案中被害人松田真實在當地國道邊的彈珠店停車場失蹤，翌日其遺體在渡良瀨川河边的沙洲被發現，至今該案仍未被破獲。

## 概況
1990年5月12日晚6時30分，栃木縣足利市的松田真实（4歲）在與父親同行前往當地407號國道附近的彈珠店時失蹤，失蹤時身著紅色裙子與白色襯衫。晚7時許，被害人父親發覺女兒失蹤隨即報警，栃木縣警察隨即派出偵查員開始調查。翌日上午10時許，被害人松田真實的遺體在渡良瀨川河边的沙洲被發現，發現時被害人的遺體呈全裸狀，死因為勒頸窒息。:19-20櫪木縣警方隨即以诱拐杀人案為主要方向，成立搜查本部進行調查。警方後續在渡良瀨川中發現被害人的衣物，上面附著有兇手的體液、體毛與唾液，以此判斷兇手應為B型血。後續走訪調查時有許多目擊證人供述稱，事發當晚曾見到一名男子帶著身著紅色衣物的女童同行。
該案件發生後引起社會劇烈反響，在此前足利市曾發生過另外兩起案情類似的誘拐殺童案件，截至案發時仍未被破獲，一時間引起民眾恐慌。
自1990年5月案發起，警方便展開罪犯側寫，最終針對居住在當地、B型血且喜歡幼童的男性開始調查，根據目擊證人提供的供詞逐漸縮小調查範圍，最終鎖定犯罪嫌疑人為菅家利和。菅家利和時年45歲，單身，在當地一所幼兒園擔任校車司機。1991年12月1日清晨，警方逮捕菅家利和，指控其犯下包括此前當地兩起誘拐殺童案在內的三起案件，菅家在被逮捕後一日內經審訊自供其為松田真實案的真兇。菅家被捕後第二週父親便因病逝世，2007年母親亦逝世。:132-134
逮捕前警方將菅家利和體液的DNA與受害者衣物上遺留體液的DNA送交科學警察研究所進行DNA型比對，當時科警研使用的是自主引進的MCT118法，雖然隨時代進步DNA鑑定方法亦在更新迭代，然而1991年時科警研採用的鑑定比對法精確度也僅能達到“1000人中仅有1.2人重复”，但相對於此前警方在偵查宮崎勤事件時採用的方法而言，精確度已出現飛越式的提高。最終科警研給出的鑑定結果是菅家利和與兇犯的DNA型一致，這一結果亦成為最終定罪的關鍵。案件調查結束後，侦破案件有功的警察被颁发了“本部长奖”，:36发现菅家的巡查警察等人被授予“警察厅长官奖”。:35-36
後續審理期間菅家翻供表示自身無罪，聲稱日前做出之自述均為面對警方與檢察官長時間刑訊逼供時不得已而做出的虛假供述。二審上訴時菅家請求重新進行DNA型比對鑑定，但被東京高等裁判所以「鑑定方法在科学原理上正确，具体操作由专业人员通过科学可信的方法进行」為由駁回請求。最終當局對菅家利和的指控僅有松田真實案成立，菅家被判處無期徒刑，此案亦成為日本首例承认DNA型鉴定具有证据效力的案件。:40-49
1993年，居住在足利市內的西卷糸子就此案心存疑慮，故此寫信給監獄要求與菅家會面。在給菅家寄出第一封信的兩個月後，西卷糸子收到了來自菅家先生的回信，他在信中自述無罪，西卷女士因工作背景相近，決定信任並支持菅家利和，日後其亦有與菅家利和會面。:132-134

## 案件調查
2007年6月，日本電視台社會部記者清水潔開始調查該案，期間發現該案存在大量疑點與問題：
- 清水潔在對現場進行走訪調查時詢問了多位當日在周圍活動的目擊證人，他們均自述稱有一名男子與身著紅色衣物的兒童步行離開，但在警方提供的菅家利和的自述書中卻變為他本人帶著被害人騎自行車離開；[2]:63
- 案發當日菅家自述犯案後有前往超市購物的紀錄，警方亦將在垃圾袋中找到的購物小票作為證物出示，但清水潔團隊在超市檢查購物小票卷時並未發現案發當日有相同金額的消費記錄；[2]:58
- 警方在庭審期間將菅家作畫的案發時身穿著運動鞋的鞋印圖案作為證據提交，但一般人除非記憶力超人否則不可能隨時完全記得自己鞋印圖案樣式；[2]:132-134
- 調查團隊在根據菅家自供書中案情經過進行案情重現時發現時間極其緊張，乃至幾近「無法完成犯罪」；[2]:56-59
- 二審判決中法院判定「案發時沒有目擊證人也不足為奇」，但案發路段為交通要道，多名目擊證人均表示對步行離開的兇手與被害人有印象，其中一名前美術教師亦憑據記憶將目擊到情況的使用素描形式作畫出來；[2]:61-63,138
- 當事人菅家利和數次表示在審訊期間櫪木縣警方與檢察官存在刑訊逼供行為，在警局內連續13小時對其進行連續審問並剝奪睡眠，最終他因為沒能忍受不得已招供，事後庭審時亦被威脅進行虛假供認；[2]:132-134

最重要的一點是，當時科警研在鑑定比對時使用的MCT118法存在重大技術問題，精確度亦相對較低，在菅家利和被捕时，DNA型与凶手一致的概率达到了“1000人中仅有1.2人重复”，截至1993年，此概率已经上升为“1000人中有5.4人重复”，相差四倍之多。根据菅家辩护团的推算，同一DNA型的人僅在足利市就至少有200多人。也就是說，本案存在冤假錯案的可能性非常高。清水潔在針對該案件進行充分調查後，將包括本案在內的五個案子實際情況與疑點製成電視節目《ACTION 撼動日本》在日本電視台播出，清水潔亦趁此次機會呼籲並推動使用最新技術對當事人菅家利和與受害人衣物上遺留的體液進行DNA型比對。節目播出後引發熱議，宇都宫地方法院驳回該案再审申请，案件转
至东京高等法院，東京高检与辩护团对峙，辯護團隨即提出即時抗告，向东京高等检察厅要求實施DNA型再鑑定。:19-202008年，最終東京高裁決定進行DNA型再比對，此時距離菅家被捕已經過去了18年之久。2009年1月，由東京高裁指定，檢方與辯護方推薦的兩名鑑定專家使用最新技術STR法重新對菅家與衣物上遺留的體液進行DNA型再比對。:19-20
2009年4月20日，辩护方推荐的鑑定專家、筑波大学法医学教室教授本田克也使用STR法進行了DNA型再比對，他還借助最新的計算機技術重現了MCT118法的DNA型鉴定，並提交了鑑定結果書。這份結果書中表示，在短袖衬衣上遗留下精液的人与菅家利和不可能是同一人。检方推荐的鑑定專家、大阪医科大学教授铃木广一提交的鑑定結果書亦表示，检测的33个位点中有26个不同，因此不是来自同一人的DNA。:19-20
2009年6月4日，東京高等檢察廳提交了一份書面意見，認定DNA型再鑑定結果可作為該案件無罪判決的證據。當日下午3時48分，當事人菅家利和被監獄釋放，由記者清水潔陪同出獄。:146月22日，栃木县警察局本部部长石川正一郎代表警局正式向菅家道歉，並表示已經主动退还了当初因破獲該案获得的奖章。10月5日，日本宇都宮地方檢察廳正式向菅家利和道歉，首席檢察官幕田英雄向菅家利和正式道歉。
2009年10月21日，宇都宮地方裁判所開始重審該案，但最終僅有檢方推薦的鑑定專家鈴木廣一提交的再鑑定結果書被採納。次年3月26日，宇都宮地方檢察廳放棄上訴權並被接納，本案無罪判決定讞。:154,170雖然判決結束，但至今兇犯尚未被查獲，足利案件與北關東連續幼童誘拐殺人事件一同成為懸案。
案件審理結束後，清水潔在《文藝春秋》連續數月連載了有關足利事件的報導。在《文藝春秋》當年10月刊出的題為「我知道真兇！」的報導中首次公佈了曾有證人目擊到疑似足利事件真兇的男子及其證詞。這些證據公開佐證了先前《ACTION 推動日本》節目中所提及的的口供證據矛盾情況，並指出了足利事件的真兇身份。，2011年4月1日，清水潔在《文藝春秋》刊載題為《這就是證明真兇的根據！》的報導，文中他表示曾長期追蹤一名男子並將其DNA進行比對，結果顯示該男子的DNA型與足利事件真兇的DNA型完全一致，DNA比對結果與筑波大學教授本田克也於2009年所進行的DNA比對鑑定結果完全吻合。
清水潔在其著作《足利女童連續失蹤事件》（又名《殺人犯就在那裡》）中描述了他對真兇的罪犯側寫：
- 熟知足利市与太田市地形，吸烟，休息日会去弹珠游戏厅。
- 身高156cm至160cm，可以与小女孩顺利交谈且不引起对方哭闹。
- B型血。
- 根据案发年份推断，现在六十岁左右。
- 長得很像魯邦三世。[18]

## 案件疑點
在本案偵查期間，警方與檢方採取之行動存在一系列疑點，直接導致本案未能偵破，成為冤假錯案：
- 根據當事人菅家利和口供，警方與檢方在調查期間對其採取了包含剝奪睡眠與毆打在內的刑訊逼供行為，開庭審理期間，直接參與審訊的警察在旁聽席對其進行監視，暗示其按照警方為他講述的情況做出對己不利的自供；:89-91
- 菅家口供自述其於1990年5月12日下午7時從彈珠店停車場將被害人松田真實誘拐帶走，後騎行一輛小型自行車離開現場，在穿過通往堤坝的斜坡後帶著被害人下坡前往河邊，下車後帶領被害人穿過蘆葦叢，最終在水泥護岸行兇，從停車場二人相遇直至拋屍全程約耗時30分鐘。行兇後其離開現場並前往超市購物，約耗時15分鐘，隨後返回家中。:36

清水潔團隊在足利市採訪目擊證人及被害者家屬時發現，該自供存在大量問題：
- 調查團隊中有一位與菅家利和體形相近的記者，清水潔團隊選擇在相同時間段內使用菅家自供中提到的腳踏車回到案發地點還原案情，期間在腳踏車後座使用重物還原了菅家口供中搭載被害人的情況，最終發現時間極為緊張，甚至幾近無法實施犯罪行為。[2]:19-20
- 調查團隊在騎行上坡時發現，由於後座有人搭乘，上下坡路段均為陡坡導致極為吃力，一度發生前輪翹起、險些翻車的情況。這些情況在菅家的口供中均未提及。[2]:171
- 被害人松田真實遇害時年僅4歲，其家屬表示當時小真實還不會乘坐腳踏車後座，需加裝兒童安全座椅才能搭載被害人，但菅家利和的腳踏車上並沒有兒童安全座椅，警方後續搜查時亦未找到相關物件，也就是說無法通過自行車搭載被害人離開。[2]:19-20
- 調查團隊在還原案情後前往自供中提及的超市檢查小票卷，結果為並未發現與菅家自供提到購物金額相同的小票存單，警方在進行調查時亦未能證實這點；[2]:19-20
- 調查團隊在案發地周圍詢問目擊證人時，他們均表示案發當日傍晚見到一名男子帶著身著紅色衣物的幼童步行離開，與菅家口供中「騎行」的情況不符。後期警方並未提及這些對菅家有利的證詞，相關證供疑似被隱瞞。警方亦擅自修改並要求當事人撤回口供，在偵查期間突然終止有關案件中目擊者提供有力口供的調查；[20][15]
- 菅家自供稱犯案時害怕被害人發出聲音引起注意，故以手扼頸殺死被害人，屍檢結果發現被害人鼻腔有泡沫狀液體溢出，與事實不符。[21]
- 當局數次駁回辯護團重審與DNA型再鑑定請求，原因不明；[22]
- 在案件偵查期間，當局明知剛引進不久，可靠性仍存疑的MCT118法可能存在問題，但依舊使用其進行DNA型比對鑑定，當局採用的原因是亟需建立在案件調查期間使用科學手段的紀錄並成為判例。[23]但在日後的DNA型再比對中該比對法被發現可靠程度較低，準確度不高，且檢方當時偵查時判定的「兇犯DNA」後來被查明是被害人或其家屬的DNA。[9]:160

2009年6月4日，當事人菅家利和無罪釋放後，被害人家屬向檢方請求歸還被害人的衣物，但檢方表示，除帶有體液的襯衫將被冷凍保存外，其他物件均可歸還。:180原因為襯衫上沾有真兇的DNA，但案件已經超出訴訟時效期限，不能繼續調查鑑定。可以利用並進行DNA型鑑定從而找到真兇的物證目前尚未歸還。清水潔在他的著作中表示，有警方內部人員稱雖然足利案已經超出訴訟時效期限，襯衣作為刑事案件的物證已毫無意義，然而家屬可以將衣物上附著體液的DNA進行比對，從而發起民事訴訟，指控在偵查期間存在的一系列不作為瀆職情況，並有機會以此推翻偵查期間科警研的DNA鑑定結果；因科警研在多個案件中均採用了MCT118法，且其中包含嫌疑人已被執行死刑的「飯塚事件」。也就是說，倘若足利案件的真兇被當局抓獲，將直接表明MCT118法鑑定結果不可靠，飯塚事件存在冤假錯案的可能，包括科警研在內的警方與檢方將會名譽掃地。

## 事件影響
足利事件是日本首個利用DNA鑑定法為冤案被告人平反的事件，在此前日本司法界曾長期出現過度信任乃至「迷信」犯人自供與科學搜查技術的情況，足利事件經警方搜查、科學鑑定、檢查院與法院三審都未能發現其中問題，直至清水潔及菅家辯護團推動進行第二次使用最新技術進行的DNA型鑑定後才得以為被告菅家利和平反，帶給日本社會和法律界很大衝擊。
日本電視台社會部記者清水潔在針對足利事件進行調查後，將以往發生的數起案情近似的案件聯繫起來，認為足利事件與其餘四起案件均為同一人所為，:23-25稱為「北關東連續幼童誘拐殺人事件」。至今該案與其餘四案均未破獲，除發生於1996年的「橫山由佳梨失蹤案」仍未因時效問題失效外，其餘四案均已罹於時效。:89-95